# Pletzenoppia pletzenae
Pletzenoppia pletzenae är en kvalsterart som först beskrevs av Kok 1967.  Pletzenoppia pletzenae ingår i släktet Pletzenoppia och familjen Oppiidae. Inga underarter finns listade i Catalogue of Life.